# رسن

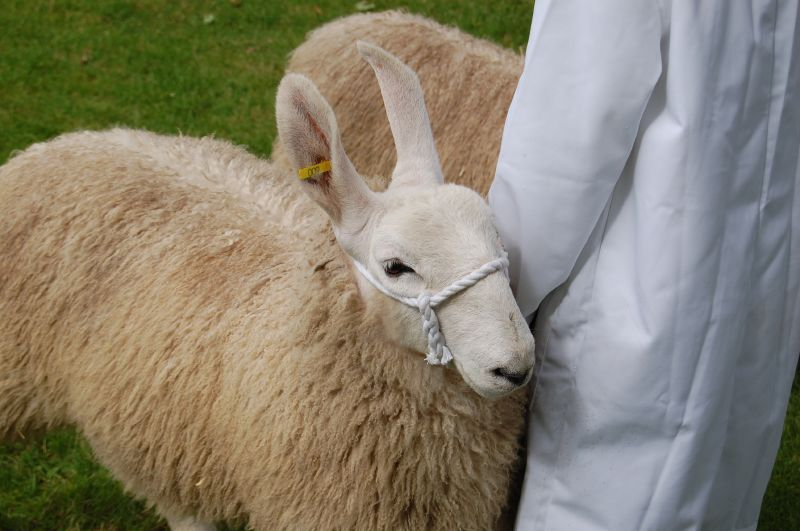
خروف يرتدي الرسن.

الرسن هو غطاء رأس أو قناع يُستخدم لقيادة أو ربط الحيوانات والماشية مثل الخيول والجمال والبقر والكلاب وغيرها من سائر الحيوانات، ويُصنع الرسن من مواد الخام أو الجلود أو الحبال.

## الاستخدامات
ترتبط الأرسنة يحيوانات المواشي خصوصاً، مثل الخيول والبغال والحمير، وتُستخدم مع حيوانات المزرعة مثل الأبقار والخرفان أيضاً والحيوانات العاملة الأخرى مثل الجمال واللاما، ويندر استخدامها على الحيوانات المفترسة والفيلة، ويكون الهدف منها الترويض أو التدريب، وفي بعض الأحيان يُستخدم الرسن لحماية الحيوان نفسه من بعض الأخطار.